# (17891) Buraliforti
(17891) Buraliforti ist ein Asteroid des Hauptgürtels, der am 6. März 1999 vom italo-amerikanischen Astronomen Paul G. Comba am Prescott-Observatorium (IAU-Code 684) in Arizona entdeckt wurde.
Benannt wurde der Himmelskörper am 9. Januar 2001 nach dem italienischen Mathematiker Cesare Burali-Forti (1861–1931), der durch die 1897 erfolgte Entdeckung des Burali-Forti-Paradoxons, das bei der Bildung der Menge aller Ordinalzahlen entsteht, bekannt wurde.